# RFL Championship 1901-02
La Northern Rugby Football Union Championship de 1901-02 fue la séptima temporada del torneo de rugby league más importante de Inglaterra.

## Formato
El torneo se disputó con un formato de todos contra todos, en la que cada equipo enfrentó en condición de local y de visitante a cada uno de sus rivales.
El elenco que al finalizar la temporada obtuviera mayor cantidad de puntos, se coronó como campeón del torneo.
Se otorgaron 2 puntos por cada victoria, 1 por el empate y 0 por la derrota.

## Desarrollo

### Tabla de posiciones
| Pos. | Equipo                   | Encuentros | Encuentros | Encuentros | Encuentros | Tantos | Tantos | Puntos |
| Pos. | Equipo                   | PJ         | PG         | PE         | PP         | F      | C      | Puntos |
| ---- | ------------------------ | ---------- | ---------- | ---------- | ---------- | ------ | ------ | ------ |
| 1    | Broughton Rangers        | 26         | 21         | 1          | 4          | 285    | 112    | 43     |
| 2    | Salford                  | 26         | 15         | 3          | 8          | 235    | 125    | 31     |
| 3    | Runcorn RFC              | 26         | 15         | 2          | 9          | 185    | 101    | 30     |
| 4    | Swinton Lions            | 26         | 16         | 0          | 10         | 226    | 121    | 28     |
| 5    | Halifax RLFC             | 26         | 12         | 4          | 10         | 142    | 165    | 28     |
| 6    | Bradford Park Avenue AFC | 26         | 14         | 1          | 11         | 201    | 157    | 27     |
| 7    | Warrington               | 26         | 14         | 0          | 12         | 162    | 150    | 26     |
| 8    | Hull FC                  | 26         | 11         | 2          | 13         | 166    | 193    | 24     |
| 9    | Oldham RLFC              | 26         | 10         | 2          | 14         | 190    | 169    | 22     |
| 10   | Leigh                    | 26         | 11         | 0          | 15         | 158    | 162    | 22     |
| 11   | Hunslet FC               | 26         | 13         | 0          | 13         | 164    | 207    | 22     |
| 12   | Batley                   | 26         | 8          | 4          | 14         | 136    | 198    | 20     |
| 13   | Huddersfield             | 26         | 8          | 2          | 16         | 122    | 262    | 18     |
| 14   | Brighouse Rangers RFC    | 26         | 3          | 1          | 22         | 74     | 324    | 7      |

|  | Campeón. |

| Bandera de Inglaterra     |
| Campeón Broughton Rangers |
| Primer título             |